# ITF Women’s Circuit 2010 (Oktober–Dezember)
In den folgenden Tabellen werden die Tennisturniere des vierten Quartals des ITF Women’s Circuit 2010 dargestellt.

## Turnierplan
| Kategorien |
| ---------- |
| $100.000   |
| $75.000    |
| $50.000    |
| $25.000    |
| $10.000    |

### Oktober
| Datum 1 | Turnierort                                         | Siegerin Einzel        | Siegerinnen Doppel                               |
| ------- | -------------------------------------------------- | ---------------------- | ------------------------------------------------ |
| 04.10.  | Tokio Rakuten Japan Open 2010                      | Ayumi Morita           | Jill Craybas Tamarine Tanasugarn                 |
| 04.10.  | Jounieh ITF Jounieh $100.000 2010                  | Petra Cetkovská        | Petra Cetkovská Renata Voráčová                  |
| 04.10.  | Barnstaple AEGON GB Pro-Series Barnstaple 2010     | Alison Riske           | Andrea Hlaváčková Michaëlla Krajicek             |
| 04.10.  | Madrid                                             | Elena Bogdan           | Lara Arruabarrena Vecino María Teresa Torró Flor |
| 04.10.  | Kansas City                                        | Rebecca Marino         | Julie Ditty Abigail Spears                       |
| 04.10.  | Port Pirie                                         | Erika Sema             | Bojana Bobusic Alenka Hubacek                    |
| 04.10.  | Limoges                                            | Ivana Lisjak           | Ljudmyla Kitschenok Nadija Kitschenok            |
| 04.10.  | Antalya                                            | Wiktorija Kamenskaja   | Wiktorija Kamenskaja Hanna Orlik                 |
| 04.10.  | Espinho                                            | Ulrikke Eikeri         | Ulrikke Eikeri Lena-Marie Hofmann                |
| 04.10.  | Dobrich                                            | Danka Kovinić          | Camelia Hristea Ionela-Andreea Iowa              |
| 04.10.  | Cagliari                                           | Anne Schäfer           | Elisa Salis Valentina Sulpizio                   |
| 04.10.  | Jakarta                                            | Sandy Gumulya          | Sandy Gumulya Moe Kawatoko                       |
| 04.10.  | Nonthaburi                                         | Nungnadda Wannasuk     | Peangtarn Plipuech Nungnadda Wannasuk            |
| 04.10.  | Londrina                                           | Teliana Pereira        | Karen Castiblanco Camila Silva                   |
| 04.10.  | Mexiko-Stadt                                       | Yasmin Schnack         | Ivana King Yasmin Schnack                        |
| 04.10.  | Algier                                             | Silvia Njirić          | Fatima El Allami Marcella Koek                   |
| 04.10.  | Williamsburg                                       | Lauren Davis           | Angelina Gabujewa Swetlana Kriwentschewa         |
| 11.10.  | Torhout Koddaert Ladies Open 2010                  | Yanina Wickmayer       | Timea Bacsinszky Tathiana Garbin                 |
| 11.10.  | Troy                                               | Rebecca Marino         | Madison Brengle Asia Muhammad                    |
| 11.10.  | Joué-lès-Tours                                     | Alison Riske           | Tatjana Malek Irena Pavlovic                     |
| 11.10.  | Mount Gambier                                      | Erika Sema             | Alison Bai Ana-Clara Duarte                      |
| 11.10.  | Charkiw                                            | Oksana Kalaschnikowa   | Ganna Piven Anastassija Wassyljewa               |
| 11.10.  | Ain Suchna                                         | Valentine Confalonieri | Iveta Gerlová Lucie Kriegsmannová                |
| 11.10.  | Settimo San Pietro                                 | Anastasia Grymalska    | Sabrina Baumgarten Valeria Podda                 |
| 11.10.  | Antalya                                            | Cristina Dinu          | Chantal Škamlová Nikola Vajdová                  |
| 11.10.  | Pattaya                                            | Luksika Kumkhum        | Chen Yi Varatchaya Wongteanchai                  |
| 11.10.  | São Paulo                                          | Roxane Vaisemberg      | Monique Albuquerque Vivian Segnini               |
| 11.10.  | Bol                                                | Dijana Banoveć         | Katarzyna Kawa Natalia Kołat                     |
| 11.10.  | Lima                                               | Lucie Jara-Lozano      | Maria Fernanda Alves Isabela Miró                |
| 18.10.  | Saint-Raphaël                                      | Alison Riske           | Sandra Klemenschits Tatjana Malek                |
| 18.10.  | Rock Hill                                          | Camila Giorgi          | Maria Fernanda Alves Mariana Duque               |
| 18.10.  | Glasgow                                            | Karolína Plíšková      | Karen Barbat Julia Mayr                          |
| 18.10.  | Lagos                                              | Zuzana Kučová          | Nina Brattschikowa Ágnes Szatmári                |
| 18.10.  | Sevilla                                            | Karin Knapp            | Pilar Domínguez López Shelia Solsona-Carcasona   |
| 18.10.  | Dubrovnik                                          | Diana Enache           | Raluca Elena Platon Ingrid-Alexandra Radu        |
| 18.10.  | Antalya                                            | Cristina Dinu          | Cristina Dinu Ionela-Andreea Iova                |
| 18.10.  | Yeongwol                                           | Kim Kun-hee            | Kim Ji-young Kim Jung-eun                        |
| 18.10.  | Santa Maria do Herval                              | Roxane Vaisemberg      | Verónica Cepede Royg Vivian Segnini              |
| 18.10.  | Ain Suchna                                         | Alexandra Cadanțu      | Iveta Gerlová Lucie Kriegsmannová                |
| 18.10.  | Monastir                                           | Martina Borecká        | Irina Glimakowa Polina Monowa                    |
| 18.10.  | Khon Kaen                                          | Zhu Lin                | Luksika Kumkhum Varatchaya Wongteanchai          |
| 18.10.  | Akko                                               | Julia Glushko          | Julia Glushko Janina Toljan                      |
| 25.10.  | Poitiers Internationaux Féminins de la Vienne 2010 | Sofia Arvidsson        | Lucie Hradecká Renata Voráčová                   |
| 25.10.  | Kairo                                              | Stephanie Vogt         | Réka-Luca Jani Martina Kubičíková                |
| 25.10.  | Lagos                                              | Nina Brattschikowa     | Melanie Klaffner Karolina Kosińska               |
| 25.10.  | Bayamón                                            | Lauren Davis           | Maria Fernanda Alves Marie-Ève Pelletier         |
| 25.10.  | Istanbul                                           | Iryna Kurjanowitsch    | Oksana Kalaschnikowa Marta Sirotkina             |
| 25.10.  | St. Cugat                                          | Benedetta Davato       | Ivonne Cavallé-Reimers Carmen López Rueda        |
| 25.10.  | Dubrovnik                                          | Klaudia Boczová        | Diana Enache Andreea Văideanu                    |
| 25.10.  | Vila Real de Santo António                         | Anastasia Grymalska    | Alice Balducci Anastasia Grymalska               |
| 25.10.  | Yeongwol                                           | Kim Ji-young           | Ham Mi-rae Jeong Yoon-young                      |
| 25.10.  | Bogotá                                             | Adriana Pérez          | Karem Castiblanco Andrea Koch Benvenuto          |
| 25.10.  | Taipeh                                             | Zheng Saisai           | Kao Shao-yuan Wang Qiang                         |
| 25.10.  | Itu                                                | Nathalia Rossi         | Gabriela Cé Vivian Segnini                       |
| 25.10.  | Kuching                                            | Sabina Sharipova       | Sandy Gumulya Sabina Sharipova                   |
| 25.10.  | Monastir                                           | Jana Čepelová          | Kim Kilsdonk Nicolette van Uitert                |

### November
| Datum 1 | Turnierort                                           | Siegerin Einzel        | Siegerinnen Doppel                              |
| ------- | ---------------------------------------------------- | ---------------------- | ----------------------------------------------- |
| 01.11.  | Taipeh OEC Taipei Ladies Open 2010                   | Peng Shuai             | Chang Kai-chen Chuang Chia-jung                 |
| 01.11.  | Grapevine                                            | Varvara Lepchenko      | Ahsha Rolle Mashona Washington                  |
| 01.11.  | Toronto                                              | Heather Watson         | Gabriela Dabrowski Sharon Fichman               |
| 01.11.  | Ismaning                                             | Urszula Radwańska      | Kristina Barrois Anna-Lena Grönefeld            |
| 01.11.  | Nantes                                               | Lucie Hradecká         | Anne Keothavong Anna Smith                      |
| 01.11.  | Kalgoorlie                                           | Julia Glushko          | Daniella Dominikovic Jessica Moore              |
| 01.11.  | Bogotá                                               | Yuliana Lizarazo       | Yuliana Lizarazo Adriana Pérez                  |
| 01.11.  | Manila                                               | Piia Suomalainen       | Yang Zhaoxuan Zhu Lin                           |
| 01.11.  | Cariló                                               | Vanesa Furlanetto      | Vanesa Furlanetto Camila Silva                  |
| 01.11.  | Mallorca                                             | Lara Arruabarrena      | Lara Arruabarrena Inés Ferrer Suárez            |
| 01.11.  | Sunderland                                           | Anna Fitzpatrick       | Amanda Elliott Anna Fitzpatrick                 |
| 01.11.  | Stockholm                                            | Michaela Hončová       | Xenia Knoll Lara Michel                         |
| 01.11.  | Antalya                                              | Marta Sirotkina        | Nigina Abduraimova Martina Sirtokina            |
| 01.11.  | Minsk                                                | Anastassija Wassyljewa | Jewgenija Paschkowa Marija Scharkowa            |
| 01.11.  | La Marsa                                             | Amanda Carreras        | Amanda Carreras Shelia Solsona-Carcasona        |
| 08.11.  | Phoenix Goldwater Women’s Tennis Classic 2010        | Varvara Lepchenko      | Tetjana Luschanska Coco Vandeweghe              |
| 08.11.  | Esperance                                            | Sacha Jones            | Daniella Dominikovic Jessica Moore              |
| 08.11.  | Minsk                                                | Lessja Zurenko         | Jelena Bowina Jekaterina Bytschkowa             |
| 08.11.  | Le Havre                                             | Laura-Ioana Andrei     | Céline Ghesquière Andréa Ka                     |
| 08.11.  | Mallorca                                             | Lara Arruabarrena      | Marcella Koek Eva Wacanno                       |
| 08.11.  | Loughborough                                         | Lara Michel            | Jacelyn Rae Jade Windley                        |
| 08.11.  | Antalya                                              | Vlada Ekshibarova      | Nikola Fraňková Marta Sirotkina                 |
| 08.11.  | Asunción                                             | Vanesa Furlanetto      | Verónica Cepede Royg Vanesa Furlanetto          |
| 08.11.  | Manila                                               | Élodie Rogge-Dietrich  | Luksika Kumkhum Peangtarn Plipuech              |
| 08.11.  | Tandil                                               | Camila Silva           | Lucia Jara-Lozano Carla Lucero                  |
| 08.11.  | Bogotá                                               | Andrea Koch Benvenuto  | Karen Castiblanco Andrea Koch Benvenuto         |
| 15.11.  | Bratislava                                           | Kateryna Bondarenko    | Emma Laine Irena Pavlovic                       |
| 15.11.  | Wellington                                           | Erika Sema             | Tímea Babos Tammi Patterson                     |
| 15.11.  | Niterói                                              | Alexandra Cadanțu      | Maria Fernanda Alves Ana-Clara Duarte           |
| 15.11.  | Opole                                                | Sandra Záhlavová       | Oksana Kalaschnikowa Palina Pechawa             |
| 15.11.  | Équeurdreville-Hainneville                           | Jessica Ginier         | Florence Haring Nantenaina Ramalalaharivololona |
| 15.11.  | Mallorca                                             | Diana Enache           | Diana Enache Raluca Elena Platon                |
| 15.11.  | Asunción                                             | Verónica Cepede Royg   | Verónica Cepede Royg Vanesa Furlanetto          |
| 15.11.  | Quito                                                | Marie Elise Casares    | Mariana Demichelli Vergara Katie Ruckert        |
| 15.11.  | Hyōgo                                                | Wang Qiang             | Chinami Ogi Shiho Otake                         |
| 22.11.  | Toyota Dunlop World Challenge Tennis Tournament 2010 | Misaki Doi             | Shūko Aoyama Rika Fujiwara                      |
| 22.11.  | Traralgon                                            | Julia Glushko          | Tímea Babos Melanie South                       |
| 22.11.  | Přerov                                               | Renata Voráčová        | Iveta Gerlová Lucie Kriegsmannová               |
| 22.11.  | La Vall d’Uixó                                       | Nanuli Pipiya          | Amanda Carreras Andrea Gámiz                    |
| 22.11.  | Asunción                                             | Inés Ferrer Suárez     | Andrea Benítez Tatiana Búa                      |
| 22.11.  | Barueri                                              | Conny Perrin           | Fernanda Faria Paula Cristina Gonçalves         |
| 22.11.  | Concepción                                           | Camila Silva           | Fernanda Brito Daniela Seguel                   |
| 29.11.  | Rio de Janeiro                                       | Alexandra Cadanțu      | Maria Fernanda Alves Ana-Clara Duarte           |
| 29.11.  | Bendigo                                              | Tímea Babos            | Tímea Babos Melanie South                       |
| 29.11.  | Vinaròs                                              | Lara Arruabarrena      | Arabela Fernández Rabener Anna Arina Marenko    |
| 29.11.  | Mandya                                               | Anastassija Wassyljewa | Peangtarn Plipuech Nungnadda Wannasuk           |
| 29.11.  | Santiago de Chile                                    | Andrea Koch Benvenuto  | Verónica Cepede Royg Luciana Sarmenti           |
| 29.11.  | Ain Suchna                                           | Chanel Simmonds        | Galina Fokina Marina Melnikowa                  |

### Dezember
| Datum 1 | Turnierort                             | Siegerin Einzel        | Siegerinnen Doppel                          |
| ------- | -------------------------------------- | ---------------------- | ------------------------------------------- |
| 06.12.  | Bangalore                              | Nicha Lertpitaksinchai | Luksika Kumkhum Nungnadda Wannasuk          |
| 06.12.  | Dubai                                  | Marta Sirotkina        | Jelena Tschalowa Xenija Palkina             |
| 06.12.  | Havanna                                | Nadejda Guskova        | Misleydis Díaz González Yamile Fors Guerra  |
| 06.12.  | Benicarló                              | Andrea Gámiz           | Arabela Fernández Rabener Ana Arina Marenko |
| 06.12.  | Ain Suchna                             | Sofija Kowalez         | Sofija Kowalez Chanel Simmonds              |
| 06.12.  | Talca                                  | Verónica Cepede Royg   | Verónica Cepede Royg Luciana Sarmenti       |
| 13.12.  | Dubai Al Habtoor Tennis Challenge 2010 | Sania Mirza            | Julia Görges Petra Martić                   |
| 20.12.  | Pune                                   | Bojana Jovanovski      | Nina Brattschikowa Alexandra Panowa         |
| 20.12.  | Gimcheon                               | Kim Kun-hee            | Hong Hyun-hui Kim Kun-hee                   |